# Deportivo Anzoátegui Sport Club "B"
El Deportivo Anzoátegui B fue un club de fútbol profesional venezolano, filial del Deportivo Anzoátegui y que actualmente milita en la Tercera División de Venezuela. Antes del 2010 se llamaba Atlético Nacional de Puerto La Cruz, hasta que es comprado por el Deportivo Anzoategui, que lo convierte en su filial.

## Datos del club
- Temporadas en 1.ª División: No puede ascender
- Temporadas en 2.ª División: 3 (2011-12, 2013-14, 2014-15)
- Temporadas en 2.ª División B: 1 (2010-11)
- Temporadas en 3.ª División: 1 (2012-13)(2015-16)

## Estadio
El Estadio Salvador de la Plaza ubicado en Puerto La Cruz es el recinto donde realiza los partidos como local.